# Lesbisk litteratur
Lesbisk litteratur behandlar kärlek eller sex mellan kvinnor och kan vara skrivna av lesbiska författare, men måste inte vara det. Från sent 1700-tal och framåt har skönlitteratur erbjudit en chans att uttrycka sig och bli hörda för kvinnor, som ännu inte hade tillgång till utbildning och inflytelserika yrken. Skönlitteraturen har haft en viktig roll både i att förmedla uppfattningar om lesbiska och i att påverka lesbiskas egen uppfattning om sin identitet, menar forskare som Gabriele Griffin och Diane Hamer.

## Historik

### Västerländsk litteraturhistoria

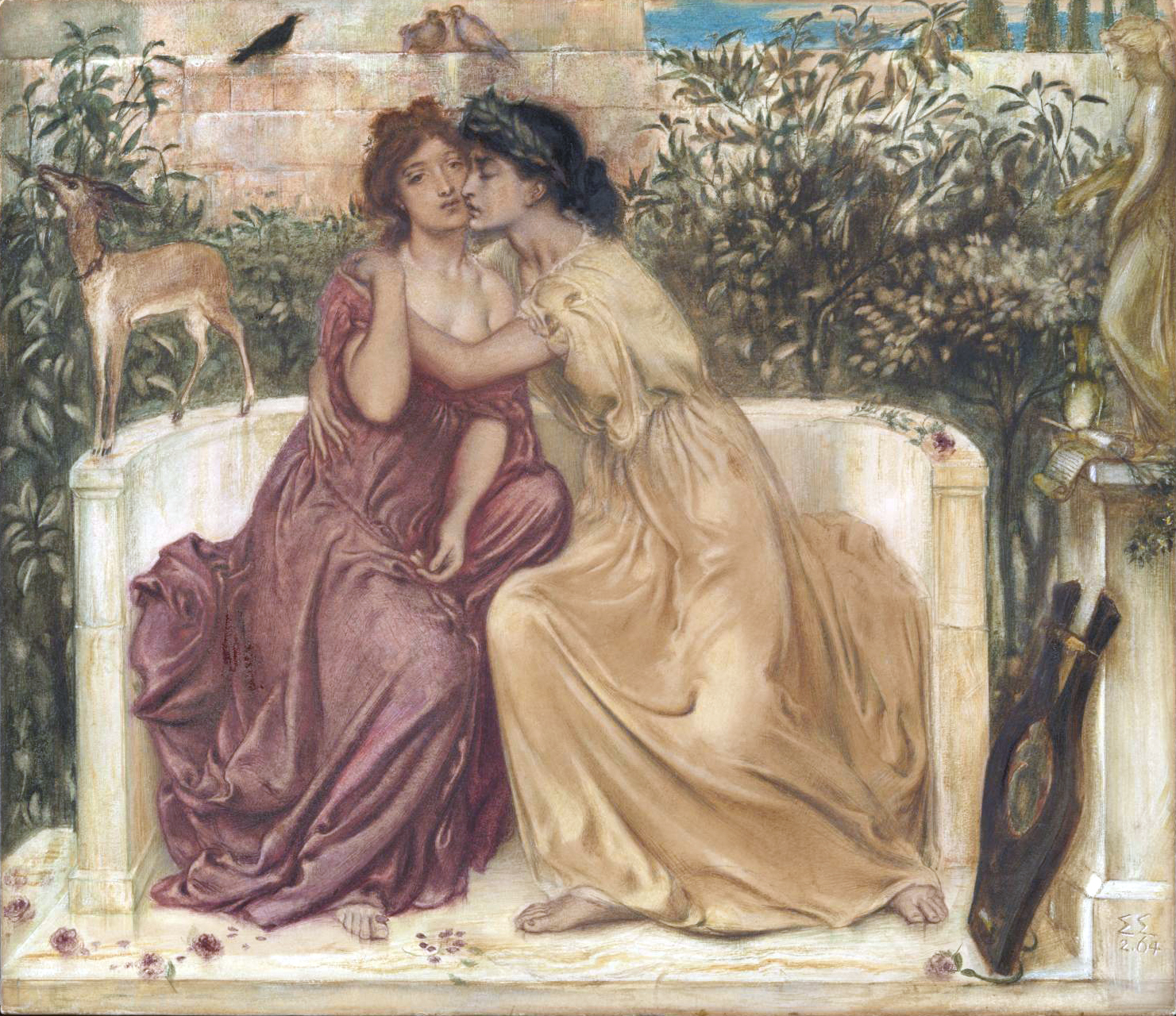
Sapfo och Erinna av Simeon Solomon.

Lesbisk litteratur har en lång historia. De äldsta bevarade exemplen från västvärlden är från antiken, där Sapfo är mest känd idag. Sapfo diktade om kvinnor som begär kvinnor, även om många försök har gjorts av eftervärlden att tona ned detta i översättningar och av litteraturhistoriker. En känd lesbisk dikt av Sapfo är Fragment 31 och det är just bara fragment som återstår av hennes produktion och nästan ingenting är känt om Sapfo själv.
Relationen mellan Rut och hennes svärmor Noomi i Gamla testamentets Ruts bok kan tolkas som lesbisk. Rut säger till Noomi att hon vill leva sitt liv med henne och att inget annat än döden ska skilja dem åt. Texten beskriver också hur viktig Rut är för Noomi och när Rut får barn ses det som att barnet även är Noomis.
I den medeltida franska berättelsen Floire et Blancheflor beskriver en kammarherre hur kärleksfulla kvinnorna Blancheflor och Gloris ser ut där de ligger och sover i varandras armar. Han har misstagit den skägglöse Floire för Gloris, men verkar inte förvånad över att se två kvinnor sova med munnarna och ansiktena ihop. Att han inte förvånas kan bero på medeltidens franska bild av vad som föregick i Orientens harem, medan det i Frankrike var helt tabu att nämna lesbiska relationer. Berättelsen fördömer inte att sådana relationer tillåts inom islam, utan det kan till och med vara med hjälp av den orientaliska kontexten som ämnet är möjligt att utforska.
Några av Charlotte Brontës romaner kan läsas som lesbiska. Huvudpersonen i Shirley (1849), en kvinna med just det namnet, som då var ett mansnamn, blir kär i en kvinna och älskad tillbaka. De bestämmer sig för att gifta sig med två bröder för att kunna fortsätta ha kontakt. I Villette (1853) klär en kvinna ut sig till man och flörtar med en annan kvinna.
Intresset för Sapfo ökade i lesbiska kretsar runt sekelskiftet 1900. Natalie Clifford Barney och Renée Vivien fördjupade sig i Sapfo och hennes verk och lärde sig bland annat att läsa henne på originalspråket, grekiska. De framhävde det lesbiska i dikterna, som tidigare tystats ner, och Sapfo blev en lesbisk ikon. Vivien skrev egna dikter inspirerade av Sapfos versmått och teman, ofta med ett idealiserat och romantiskt skildrat kvinnoälskande. Hon publicerade även en fri tolkning av Sapfos fragment under titeln Sapho (1903), där hon återupprättade Sapfos homoerotiska dimensioner och gjorde dem centrala i den litterära receptionen. Genom sitt verk bidrog hon till en förnyad syn på Sapfos betydelse inom den lesbiska litteraturen och befäste sin egen position som en av de första betydande lesbiska poeterna under 1900-talet.
Den första engelska lesbiska romanen som gavs ut var antagligen Ensamhetens brunn (1928) av Radclyffe Hall, men den förbjöds eftersom den ansågs uppmuntra kvinnlig homosexualitet och i förlängningen vara katastrofal för samhället. Den gavs inte ut förrän 1949, när Hall redan hade gått bort.
Patricia Highsmiths roman The price of salt (senare även kallad Carol) från 1952 blev en stor succé och har kallats den första lesbiska romanen med ett lyckligt slut. Highsmith har själv berättat att hon fick mängder av brev som tackade henne för att hon inte lät berättelsen sluta som så många andra – i död, äktenskap med män eller psykisk sjukdom.
I USA publicerades många lesbiska kioskromaner på 1950- och 1960-talen. De hade stor betydelse i många lesbiskas liv och var i många fall den enda kontaktytan med en lesbisk gemenskap för läsarna, trots att de var tänkta att avskräcka.
Några av de mest populära samtida författarna till litteratur med lesbiska teman på engelska är Sarah Waters och Jeanette Winterson.

#### Svensk litteraturhistoria

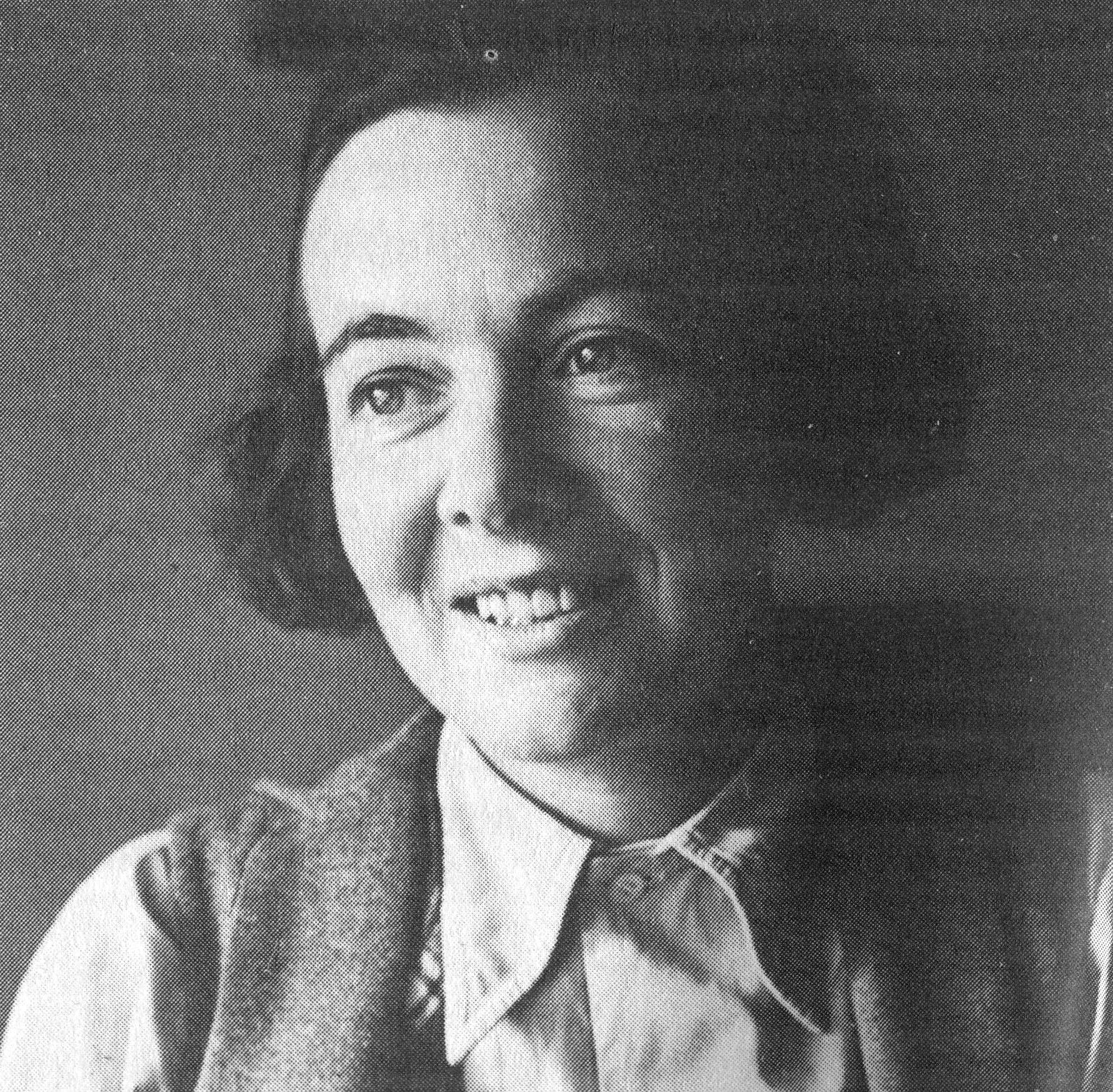
Karin Boye.

Det förekommer i flera av Fredrika Bremers (1801–1865) romaner att kvinnor väljer att leva tillsammans av kärlek, även om de lesbiska inslagen inte är centrala i berättelserna. Bland det tidiga 1900-talets diktare fanns flera exempel på homosexuella inslag. Karin Boye (1900–1941) var intresserad av antiken och inspirerades av Sapfo. Även Edith Södergran (1892–1923) skrev kärleksdikter till kvinnor och tar i poesin avstånd från relationer med män.
I romanerna om fröknarna von Pahlen av Agnes von Krusenstjerna (1894–1940) skildras sex mellan kvinnor uttalat, kanske för första gången i svensk litteraturhistoria. Trots att de pornografiska scenerna är skrivna för en manlig publik är de nydanande för sin tid. Det finns ett antal andra romaner från 1920- och 1930-talen som skildrar lesbiska relationer, däribland:
- Kärlekens väninna (1923) av Alma Söderhjelm
- Ödesmärkt (1924) av Karin Smirnoff
- I tolfte timmen (1928) av Gertrud Almqvist
- Charlie (1932) av Margareta Suber
- Kris (1934) av Karin Boye[2]

Maria Lang (pseudonym för Dagmar Lange, 1914–1991) skildrade lesbisk kärlek i romanen Mördaren ljuger inte ensam (1949), där mysteriet om vem som är mördaren förstärks av att läsaren har svårt att tänka sig att kvinnor kan begära andra kvinnor. Däremot fortsätter inte lesbiska teman bli vanligare i litteraturen under och efter andra världskriget, utan tvärtom, när samhällsklimatet blir hårdare på den fronten.
Från 1950-talet finns knappt någon skönlitterär skildring av lesbiskhet i den svenska utgivningen. Harriet Hjorths Den tomma famnen (1951) handlar om en olyckligt gift kvinna som inleder en nära vänskap med en annan kvinna som kanske är kärlek, men romanen handlar i första hand om det misslyckade äktenskapet. Två kvinnor lever som ett par i Lise Drougges roman Den långa vintern (1952), men den ena, Kajsa, tycker att homosexualitet är fel och växlar mellan att känna varma känslor för sin sambo Annie och att se henne som en nödlösning för att trösta sin tidigare hjärtesorg.
På 1960-talet kommer sexualiteten tillbaka till den svenska lesbiska litteraturen. Annakarin Svedberg skildrar lesbiska relationer i flera romaner, bland annat Vingklippta (1962) där huvudpersonen har en mer flytande sexualitet. Först har hon relationer med män men flyttar sedan fokus till kvinnor. Romanen tar också upp frågor om sexualitet och genus, femininitet och maskulinitet hos kvinnor. Ett annat exempel är Kontradans (1969) av Eva Alexanderson där kärleken framstår som väldigt kroppslig och omöjligt kan vara förbjuden, men att det kan vara svårt att skilja på kärlek och sexuell drift. Frigörelsen i samhället fortsätter på 1970-talet och många så kallade bekännelseromaner innehåller lesbiskt sex. I övrigt sker ingen boom i den lesbiska litteraturen. En tidig lesbisk ungdomsroman är Tovan (1974) av Marie-Louise Wallin som handlar om hästtjejen Ingeborg som blir kär i sin vän Anna. Inte förrän på 00-talet får lesbiska teman i ungdomslitteratur något riktigt genombrott. Sedan 1970-talet har lesbisk skönlitteratur fortsatt ges ut utan större bakslag liknande det på 1950-talet.
På 1990-talet slår lesbisk litteratur verkligen igenom och Louise Boije af Gennäs Stjärnor utan svindel är antagligen det mest kända exemplet. Sophie är gift med en man men lämnar honom när hon träffar radikalfeministen Kaja och blir kär. Hennes tidigare överklassliv i villa vänds upp och ner och hon flyttar in i Kajas lägenhet på Södermalm och blir en del av den lesbiska gemenskapen där. Frågor om att "komma ut" och sätta etiketter på sin sexualitet är centrala, vilket också är ett typiskt tema för lesbisk litteratur på 1990-talet.
Under 2000-talet har Mian Lodalen gett ut flera romaner med lesbiska teman för ungdomar och vuxna. Lesbiska teman i samtida svensk litteratur finns till exempel även i serieromaner av Anneli Furmark och Bitte Andersson, romaner av Lena Einhorn och Karin Alfredsson, deckare av Anna Zeffer och ungdomsromaner av Anna Ahlund. 
I Sverige finns ett förlag särskilt för lesbisk litteratur, Lesbisk pocket, som ger ut så kallad "kiosklitteratur" med lesbiska teman. Lesbisk "tantsnusk" finns med i serien Queerlequin som ges ut av förlaget Genusredaktörerna.

### Asiatisk litteraturhistoria

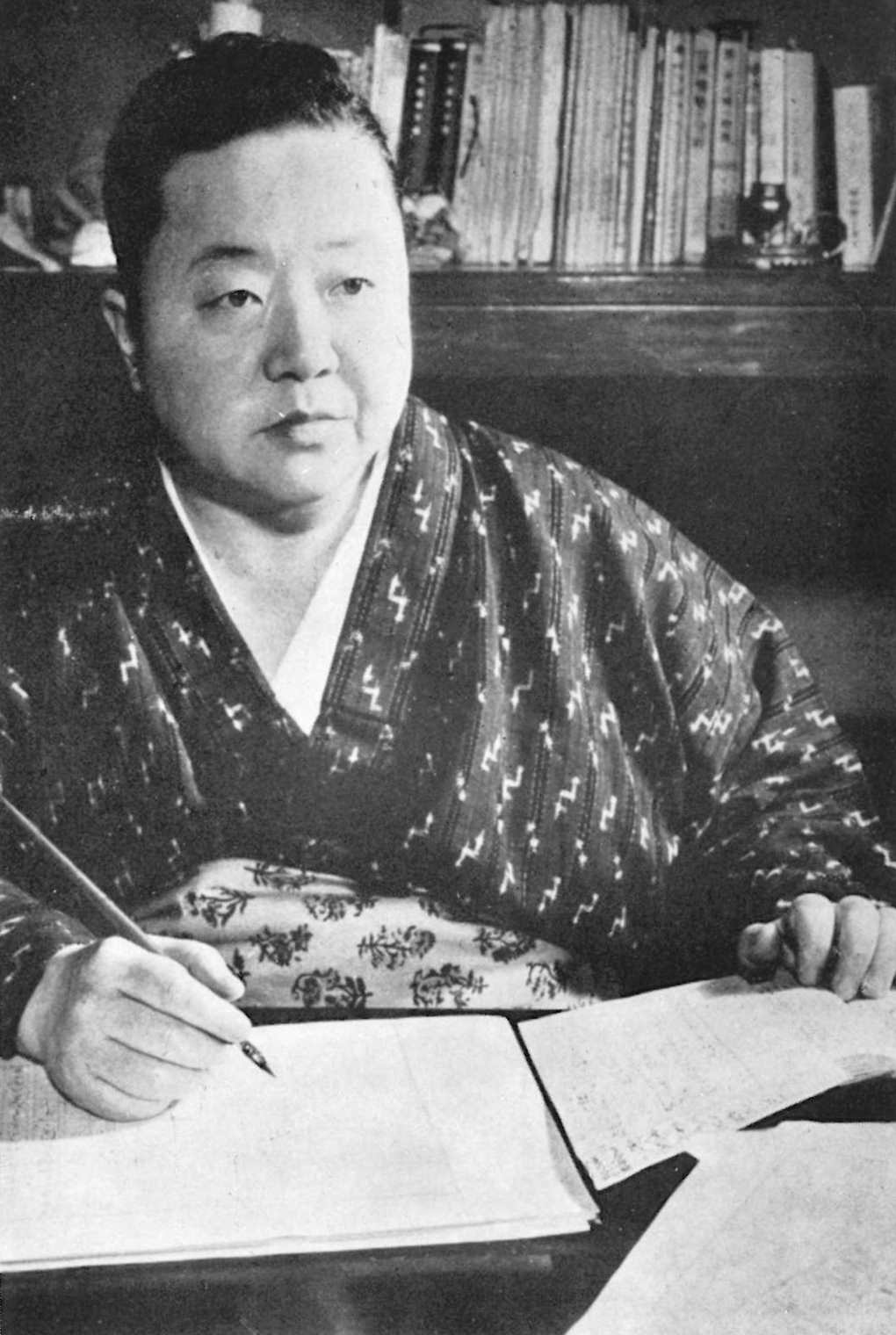
Författaren Yuriko Miyamoto 1950.

Litteraturforskaren Linda Garber har fokuserat på lesbisk litteratur men konstaterar att väldigt lite av forskningslitteraturen om HBTQ-personers kulturhistoria i Asien handlar om lesbiska.
På urdu uppstod runt sekelskiftet 1800 en poesigenre som kallas rekhti (en sorts ghazel), där berättarrösten är kvinnlig, men de skrevs av män och framfördes av män, ibland i kvinnokläder. En del av denna poesi var sensuell och ibland beskrevs begär riktat mot andra kvinnor. Under 1900-talet har den ansetts vulgär och blivit svår att få tag på samt undvikits i forskning och antologier, trots ett betydande intresse för annan poesi på urdu. Carla Petievich, doktor i Asienstudier, ifrågasätter att rekhti skulle vara lesbisk poesi eftersom de inte innehåller explicit kärlek eller erotik och inte beskriver kvinnors liv utan snarare mäns fantasier om den.
En känd japansk poet som var aktiv under det tidiga 1900-talet var Yosano Akiko (1878–1942), som bland annat skrev kärleksdikter till en kvinna. Den samtida Miyamoto Yuriko (1899–1951) hade ett förhållande med journalisten och översättaren Yuasa Yoshiko och skrev om det. Yoshiya Nobuko (1896–1973) var också en populär japansk författare som skrev om kärlek mellan kvinnor. Hon levde själv ihop med en annan kvinna, Monma Chiyo, hela livet.
Mer moderna exempel är den indiska författaren Kamala Das (1934–2009) som porträtterat lesbisk kärlek och sex i Chandana marangal (engelsk översättning The Sandal Trees) och i sin självbiografi My Life. Ismat Chughtai (1915–1991), även hon från Indien men skrev på urdu, är mest känd för sin novell Lihaaf (i engelsk översättning The Quilt). Hon ställdes inför rätta på grund av det lesbiska innehållet men blev inte fälld.

## Självbiografier, brev och dagböcker
Ett unikt exempel på en lesbisk kvinnas egen berättelse om sitt kärleksliv på det tidiga 1800-talet är godsägaren Anne Listers (1791–1840) dagböcker. Dagböckerna handlar om hennes vardagliga liv i Yorkshire i England, med studier, inköp och liknande, men också delar skrivna i chiffer som beskriver hennes kärleksaffärer med andra kvinnor. Innehållet avkodades på 1980-talet av historikern Helena Whitbread. Whitbread växte själv upp i Yorskhire, i staden Halifax, och tänkte skriva en kort artikel om Anne Lister som markägare utifrån hennes dagböcker. När hon lyckades tyda det kodade innehållet insåg hon vilket viktigt bidrag texterna var till bilden av 1800-talskvinnan. 1988 gav hon ut en första volym med Listers dagböcker, I know my own heart, som sedan följdes av dagböckerna från år 1824–1826 i No priest but love (1993) och slutligen The secret diaries of miss Anne Lister, om åren 1816–1824. Dagböckerna har legat till grund för TV-dramat The Secret Diaries of Miss Anne Lister från 2010 och TV-serien Gentleman Jack från 2019.

Den amerikanska poeten Emily Dickinson (1830–1886) skrev tillgivna brev som kan tolkas som kärleksbrev till sin svägerska Susan Huntington Gilbert Dickinson. Breven har getts ut i bokform som Open me carefully (1998), redigerade av Ellen Louise Hart och Martha Nell Smith. Ett annat exempel på kärleksfulla brev är brevet som den amerikanska poeten Angelina Weld Grimké (1880–1958) skrev till sin väninna Mamie 1896:
Oh Mamie if you only knew how my heart beats when I think of you and it yearns and pants to gaze, if only for one second upon your lovely face.... I hope, darling, that in a few years you will come to me and be my love, my wife! How my brain whirls how my pulse leaps with joy and madness when I think of those two words, "my wife."

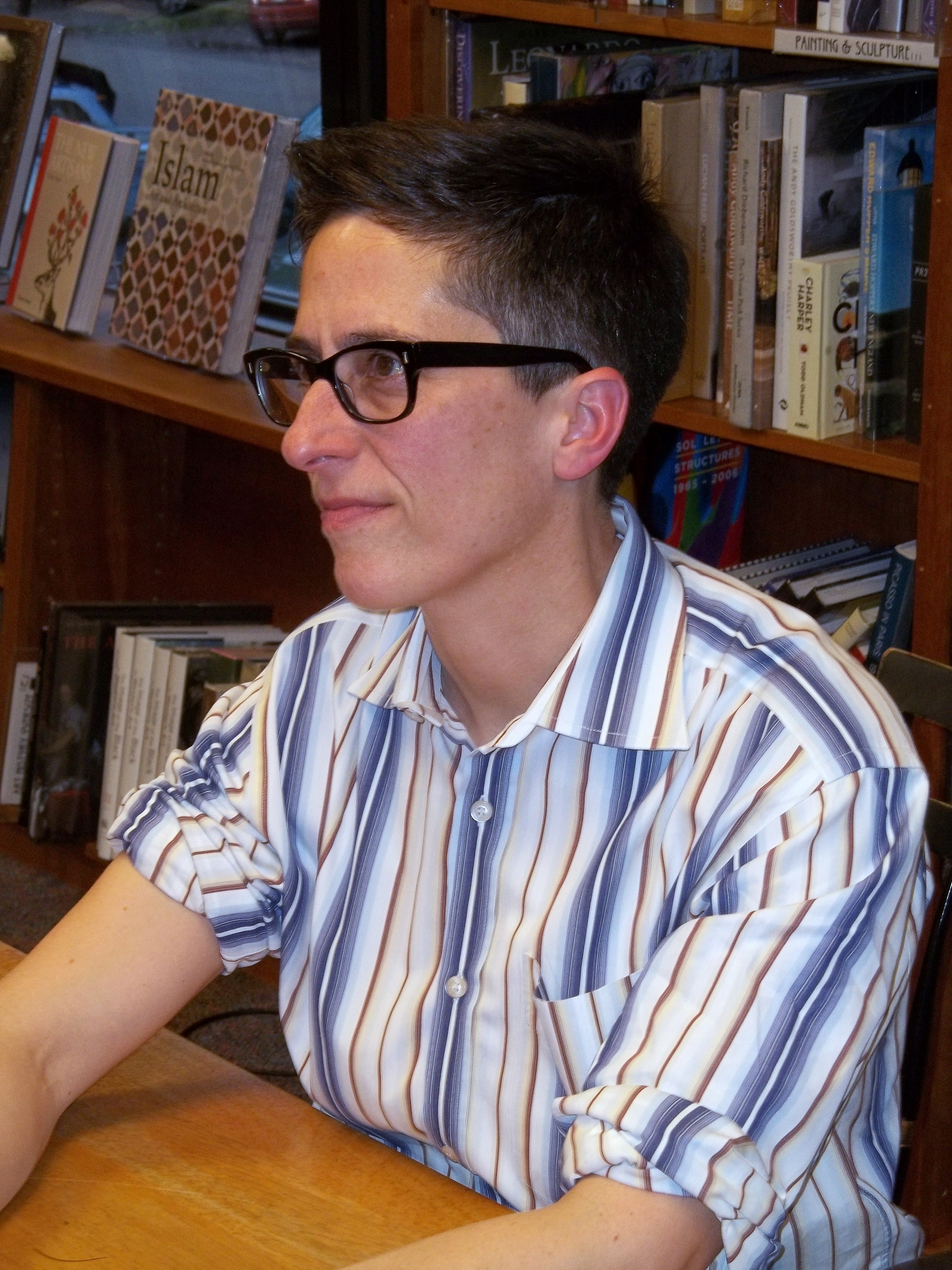
Alison Bechdel, serieskapare, 2012.

Kärleksfulla brev mellan de brittiska författarna Virginia Woolf (1882–1941) och Vita Sackville-West (1892–1962) finns också bevarade. De gavs ut med fokus på Sackville-Wests brev och endast utdrag ur Woolfs svar 1992 med titeln The Letters of Vita Sackville-West to Virginia Woolf och redaktören var Louise Desalvo. 2021 kom en utgåva med bådas brev och ett förord av Alison Bechdel.
Den amerikanska författaren Gertrude Stein (1874–1946) skrev sin livspartner Alice B. Toklas biografi, men i form av en självbiografi, 1933. The Autobiography of Alice B. Toklas är skriven i första person, som om Toklas själv hade skrivit den. Brev mellan Stein och Toklas finns utgivna i Baby precious always shines (1999).
Audre Lordes (1934–1992) självbiografi Zami (1982) kallade hon själv för en "biomytografi". Den amerikanska författaren och aktivisten beskriver sitt liv från barndom till vuxen ålder och ger en bild av hur det var att vara lesbisk i New York, Connecticut och Mexiko under 1950- till 1970-talet.
Den amerikanska författaren och aktivisten Susan Sontag (1933–2004) var öppen med sin bisexualitet. Hennes son har gett ut hennes dagböcker efter hennes död och där beskriver hon explicit sina sexuella relationer, bland annat med kvinnor.
På 1980-talet kom flera antologier med berättelser från lesbiskas egna liv, där den mest centrala var den amerikanska The Coming Out Stories från 1980 där olika kvinnor beskriver när de insåg att de var lesbiska och när de kom ut.
Jeanette Wintersons (1959–) första roman Det finns annan frukt än apelsiner (Oranges are not the only fruit, 1985) är självbiografisk, liksom den senare Varför vara lycklig när du kan vara normal? (Why be happy when you can be normal?, 2011). Alison Bechdels (1960–) serieromaner Husfrid (2006) och Are you my mother (2012) är också självbiografiska. På senare tid finns även kändismemoarer som beskriver lesbiskas liv, till exempel av och om Ellen DeGeneres.
Bland svensk självbiografisk litteratur kan nämnas Kris (1934) av Karin Boye, Kärlek i Europa (1981) av Birgitta Stenberg och Såna som du ska inte va här (2018) av Marika Carlsson.